# نفس نکش ۲
نفس نکش ۲ (انگلیسی: Don't Breathe 2) فیلمی در ژانر ترسناک و هیجان انگیز به کارگردانی رودو سایگرز است که محصول ۲۰۲۱ است. این فیلم به تهیه کنندگی سام ریمی و فده آلوارز رابرت تاپرت، رودو سایگرز ساخته شده‌است. این فیلم دنباله فیلم نفس نکش است که ۱۳ اوت ۲۰۲۱ از کمپانی سونی پیکچرز اینترتینمنت منتشر شده‌است.
پس از موفقیت تجاری و نظر مثبت مخاطبان و منتقدان از فیلم اول، مذاکرات برای دنباله آن در نوامبر ۲۰۱۶ آغاز شد و سپس آلوارز به عنوان کارگردان فیلم بازگشت. در ژانویه ۲۰۲۰، پروژه توسط استودیو روشن شد و سایگس جایگزین آلوارز به عنوان کارگردان شد و استیون لانگ در نقش خود بازگشت.
فیلم‌برداری اصلی در ۷ اوت ۲۰۲۰ در بلگراد صربستان آغاز شد و در ۸ اکتبر ۲۰۲۰ به پایان رسید. نفس نکش ۲ به صورت تئاتر در ایالات متحده در ۱۳ اوت ۲۰۲۱ توسط توزیع سونی پیکچرز منتشر شد. این فیلم در سراسر جهان ۴۷٫۲ میلیون دلار فروش داشته و نظرات متفاوتی از منتقدان دریافت کرده‌است.

## خلاصهٔ داستان
پس از اتفاقات قسمت اول مرد نابینا هشت‌سال است که در یک خانه جدید باز هم در دیترویت، با دختری یازده ساله به نام فینیکس زندگی می‌کند. او به دختر ادعا می‌کند که پدرش است و مادرش هم در آتش‌سوزی مرده‌است، همچنین تمام عکس‌های او و عکس‌های بچگی فینیکس. آنها زندگی آرامی با هم دارند، با اینکه مرد نابینا نسبت به فینیکس سخت‌گیر است. زندگی آن‌ها با آمدن گروهی از جنایتکاران از هم می‌پاشد و آن‌ها دختر را دلایلی می‌ربایند. حال مرد نابینا باید برای نجات دختر به خانهٔ آدم‌ربایان برود…